# Côme Mosta-Heirt
 (août 2021).
Si vous disposez d'ouvrages ou d'articles de référence ou si vous connaissez des sites web de qualité traitant du thème abordé ici, merci de compléter l'article en donnant les références utiles à sa vérifiabilité et en les liant à la section « Notes et références ».
Côme Mosta-Heirt est un artiste français, né en 1946, au Havre. Il travaille et vit à Paris.

## Biographie
Après des études aux beaux-arts de Paris et à la Sorbonne, il est profondément marqué par les cours de Bernard Teyssèdre et par ceux de Jacques Thirion (à l’école du Louvre sur l’art Roman) Il commence sa carrière d’artiste.  Première exposition en 1970 chez un ami antiquaire, Jacques Bonnefoux 52, rue Jacob à Paris 6éme. 
Encore étudiant, sa rencontre avec François Mathey conservateur au Musée des arts décoratifs, est décisive. Le grand conservateur lui confie une série de conférences sur l’art contemporain et l’engage à devenir artiste. Côme Mosta-heirt, pour gagner sa vie, accepte. Il parle avec fraîcheur de Picasso de Marcel Duchamp, Malevitch, Jackson Pollock, Barnett.Newman Tony Smith...Warhol, Rauschenberg... mais aussi (chose très surprenante en 1970 à Paris) des Minimalistes Américains, de Michael Heizer, de Nam june Paik, de Lee U Fan. Devant un public médusé ignorant et enthousiaste, un petit article dans l’Express de l’époque en est la preuve.
Côme Mosta-Heirt part à New York et découvre la vie d’artiste dans Soho. À partir de cette époque, il s’y rendra et y travaillera régulièrement. Il y rencontre Richard Serra, Keith Sonnier, Mark di Suvero, Grosvenor, Lawrence Weiner. Joseph Kosuth, Daniel Buren, Robert Rauschenberg. À l’occasion d’une de ses nombreuses visites à Tony Smith, il se voit offrir, en signe d'une intimité de l'art partagée, une maquette de Snake is Out  dont la Sculpture est exposée à la National Gallery of Art de washington.
Côme Mosta-Heirt travaille sur le rapport du volume coloré dans l’espace, une œuvre de dessins et de vidéo.

## Expositions
- Galerie Éric Fabre en 1974, 1977, 1981-1983.
- C space, New-York, 1979.
- Galerie Hal Bromm, 1979.
Voyage en Afrique en Afghanistan, Iran, URSS, 
- Galerie Micheline Szwajcer, Anvers, 1983.
- Vienne, Modern art galerie (Autriche), 1979.
- Musée d’art moderne de la ville de Paris, 1977.
- Musée National d’art Moderne Centre Pompidou, 1981.
- Musée de Calais, 1985,
- Musée du Havre 1987.
- Galerie de France, 1987.
- Biennale de Venise, 1988.
- Centre d’art de Vassiviere, 1994.
- Verney-Carron, Lyon, 1996, 2004, 2009.
- Granville Gallery, Paris, 2010, 2014, 2016.
- Musée de Serignan, 2005.
- Württembergischer Kunstverein, Stuttgart, 2001.
- galerie Im Heppacher Esslingen Allemagne, 2001.
- Site Odeon 5, Paris 1999.
- Mok sok won, Cheju, Corée 2002.
- La Verriere, fondation Hermes Bruxelles, 2012.
- Domaine de Chaumont, Loire 2010.
- Fondation Wilmotte, Venise, 2013.
- Immanence, Paris, 2014.
- Bozar ‘’Fresque’’, Bruxelles 2016.

## Œuvres vidéo
- J'enrobe les mains, 1997.
- Tauro ma chérie, 2002.
- Ne doit pas, 2007.
- Haro artistes, 2007.
- J'entends pas, 2007.
- Métrop, 2008.
- Marine, 2009.
- N.Y.A.R. 2009.
- Lettre à Jacky, 2011.
- Vie de Dieu : Vi des, 2012.
- Un cas, 2017.

## Œuvres dans les collections
- Musée National d’Art Moderne, Centre Georges Pompidou, Paris.
- Musée des beaux-arts de Calais.
- Musée d’art moderne André Malraux. Le Havre.
- Cincinnati Art Museum.
-  Fonds régional d'art contemporain : d’Ile-de-France, de Lorraine, du Pas de Calais
mais également dans de nombreuses collection privés.